# باربارا لوز
 باربارا لوز (پرتغالی: Bárbara Luz؛ زاده ۲۸ مهٔ ۱۹۹۳) یک تنیس‌باز اهل پرتغال است.